# Jacob Rosenberg
Jacob Moses Rosenberg (* 20. August 1806 in Düsseldorf; † 14. April 1868 in Frankfurt am Main) war ein deutscher Rabbiner.

## Leben
Jacob Rosenberg war ein Sohn von Marianna Miriam Rosenberg, geborene Hanau (um 1788–1860), einer Nachfahrin des Düsseldorfer Rabbiners Mordechai Halberstadt, und des Kaufmanns Gabriel Yitzchak (Isaak) Rosenberg (1755–1849). Seine Eltern waren 1804 aus Prag nach Düsseldorf gezogen. Sein Vater, der am 6. Januar 1806 in die jüdische Gemeinde Düsseldorf aufgenommen wurde, besaß so bedeutendes talmudisches Wissen, dass der für Düsseldorf zuständige Konsistorial-Oberrabbiner Löb Carlburg in Krefeld ihn ermächtigte, rituelle Fragen zu entscheiden.
Jacob Rosenberg erhielt bei Carlburg und (laut Abraham Wedell) auch bei Jakob Ettlinger in Altona eine religiöse Ausbildung. Der Rabbiner Hirsch Traub (1791–1849), dessen Schule in Mannheim er ab Dezember 1826 besuchte, ordinierte ihn nach vier Jahren des Talmudstudiums. Dann arbeitete er eine Weile als Assistent Karlburgs. Ab 1833 studierte er Philosophie und orientalische Sprachen an der Julius-Maximilians-Universität Würzburg. In Erlangen wurde er am 27. August 1835 zum Dr. phil. promoviert.
In Düsseldorf war nach dem Tod des Rabbiners Löb Scheuer (1821) die Stelle eines Rabbiners vakant. Dies lag daran, dass die jüdische Gemeinde Düsseldorfs darauf bestand, Carlburg habe zur Vereinigung seines linksrheinischen Sprengels mit dem von Düsseldorf nach Düsseldorf zu ziehen, was jener aber ablehnte. Nach dem Tod von Carlburg (1835) schlossen sich Düsseldorfer Juden mit Vertretern auswärtiger Gemeinden zusammen, um für sechs Jahre die Finanzierung eines Düsseldorfer Ober-Rabbinats zu gewährleisten. Auf diese Stelle wurde am 2. April 1837 Jacob Rosenberg berufen. Seine Amtseinführung fand am 15. Juni 1837 statt. Nach Ablauf der sechs Jahre, die von anhaltenden Streitigkeiten zwischen reformwilligen und konservativen Gemeindemitgliedern geprägt waren, wechselte Rosenberg nach Fulda, wo er zehn Jahre als Provinzialrabbiner wirkte, ehe man ihn im Februar 1852 zur Amtsniederlegung drängte. Anschließend war er ab dem 24. Mai 1853 als Oberrabbiner der Provinz Groningen in Groningen tätig. Ende 1861 wurde ihm das Rabbinat gekündigt. Unter anderem soll er sich geweigert haben, die niederländische Sprache zu erlernen. Noch 1866 lebte er in Groningen.
Schließlich zog er sich nach Frankfurt am Main zurück, wo er 1868 im Alter von 61 Jahren starb. Mit seiner Ehefrau Brigitte (Breinchen), geborene Löwenthal (* um 1825), hatte er drei Töchter und zwei Söhne.